# Fellegvár (vár, Kolozsvár)

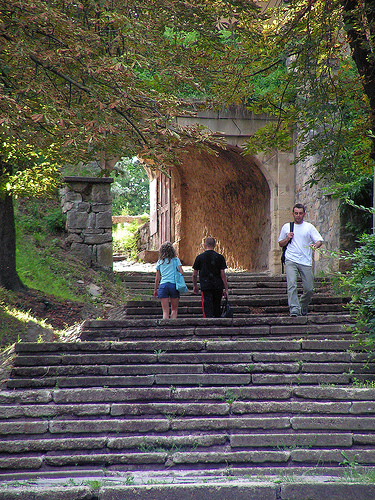
Az erőd nyugati kapuja

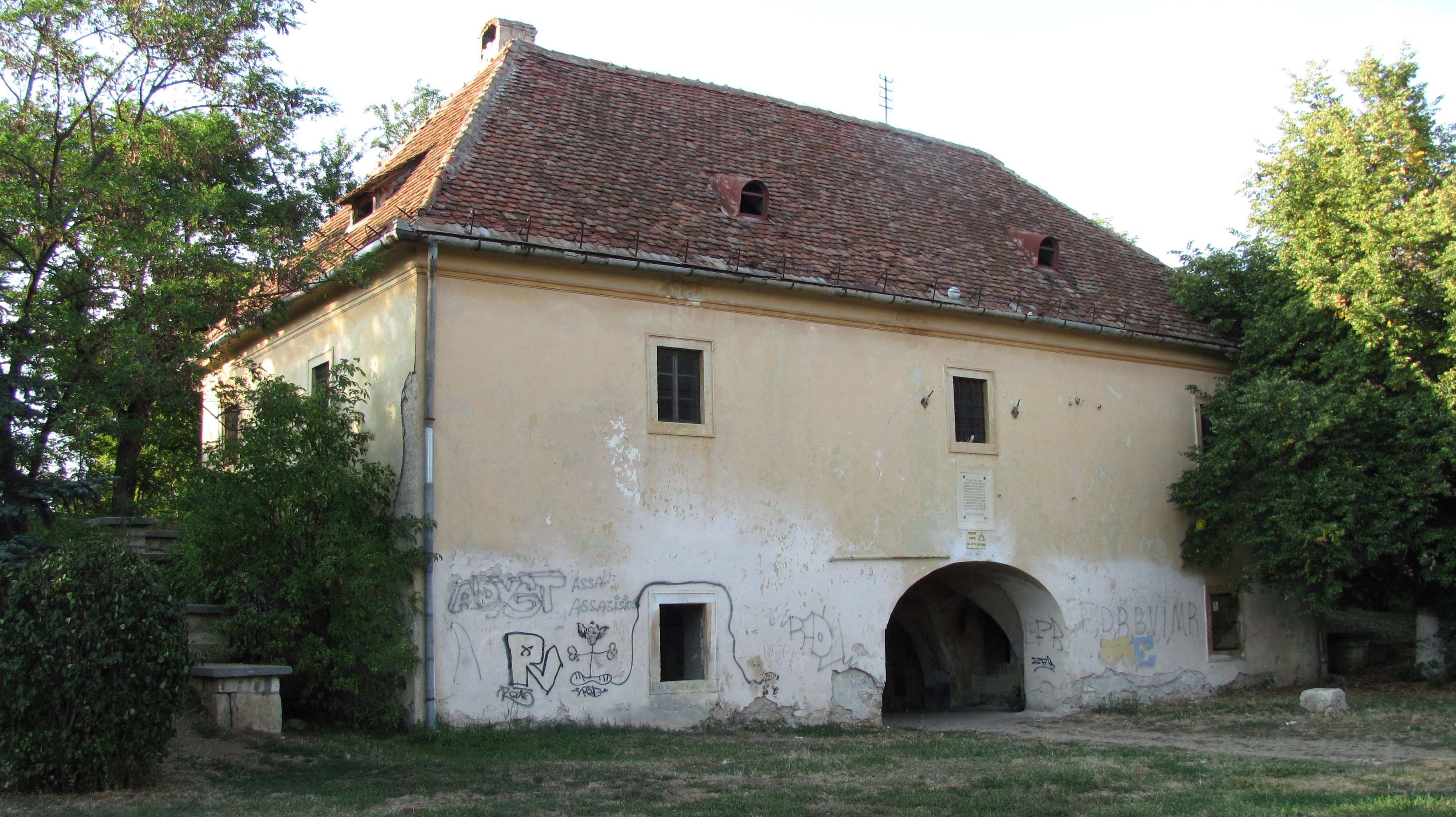
A Bécsi kapu

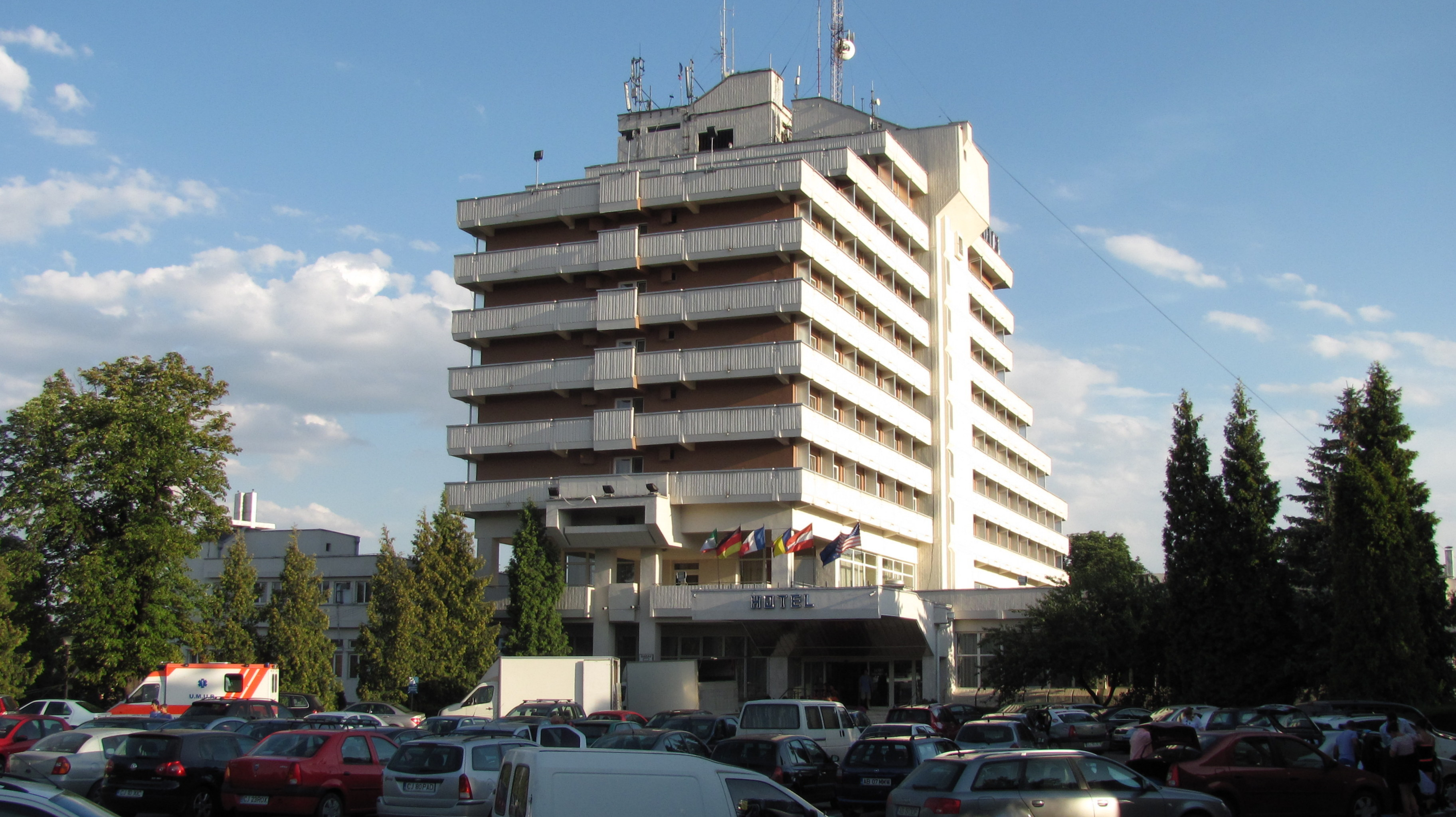
A Belvedere szálló a Fellegvár tetején

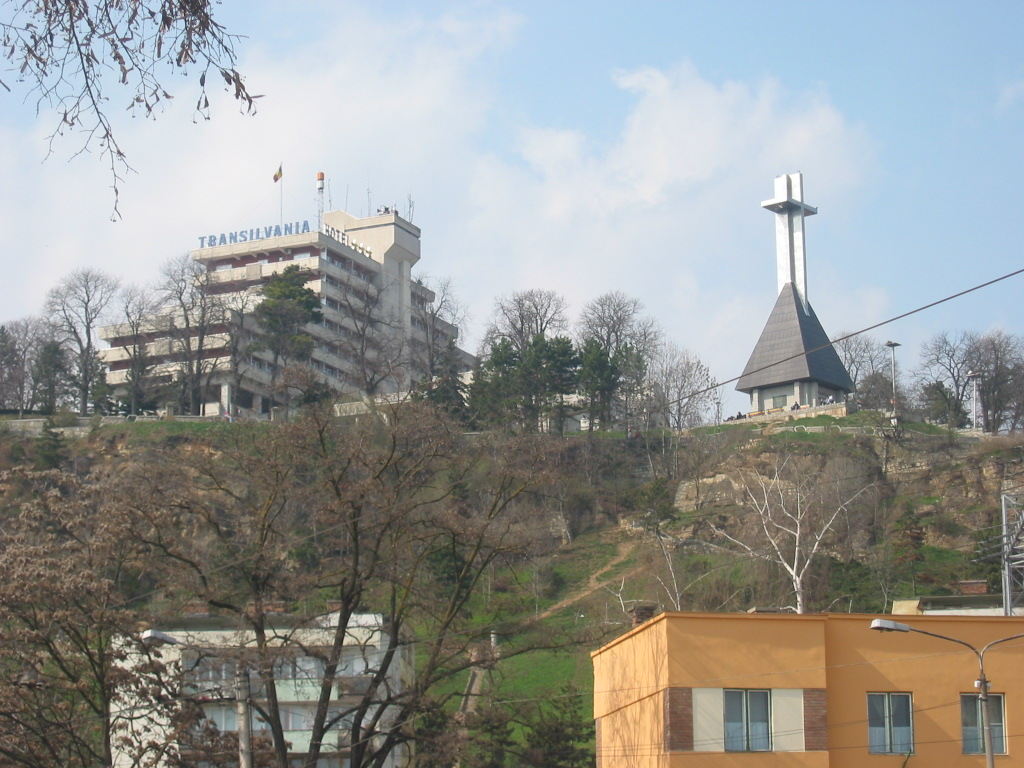
A szálloda és a kereszt a Kis-Szamos partjáról

A Fellegvár (románul Cetățuie) Kolozsváron a Kis-Szamos melletti 405 méter magas dombon levő erődítmény neve. A dombot eredetileg Kőmálnak hívták, de ma már ezt is Fellegvárnak nevezik. A Fellegvár területe a romániai műemlékek jegyzékében a CJ-II-a-A-07240 sorszámon szerepel.
A Kőmál keleti oldalán állt a 14. századi Szent Erzsébet-ispotály (Felső-ispotály) illetve a 15. századi Szentlélek-ispotály. 
1702. augusztus 14-én a Kőmál tetejére a katolikusok keresztet állítottak.
Az erőd Giovanni Visconti tervei alapján 1713–1723 között épült császári katonai erődítményként, a Rákóczi-szabadságharc leverése után; az erődben a katonai létesítmények mellett börtön is volt. Az öt oldalról földből emelt sáncokkal kerített és kapubástyákkal védett, Vauban-rendszerű csillagvár építéséhez a város kb. 5782 gyalognapszámot adott. A város legjobb szőlőit és szántóföldjét magába foglaló területen az építkezés katonai kíméletlenséggel kezdődött: még azt sem engedték meg, hogy a termést leszüreteljék.
1849-ben itt végezték ki Stephan Ludwig Roth szász evangélikus lelkészt, aki a császár megbízásából a küküllőmenti szász falvak biztosa volt.
Az 1880-as évek elején Kőváry László a Fellegvár dombjának északi lejtőjén 50 000 m² területet parcelláztatott fel vasúti alkalmazottaknak házhelyként; így jött létre a Kőváry-telep, a mai Fellegvárinegyed alapja.
1900 őszén a Sétatér felőli oldalán kiépült a 420 méter hosszú szerpentines sétaút. A sétaút közepe táján állították fel Strobl Alajos Erzsébet királynét ábrázoló mellszobrát. 1901 és 1919 között a város felőli sétányon Árpád, Lehel, Vérbulcs és Örs fejedelmek szobrát állították fel; ezeket 1919-ben elpusztították.
Az eredetileg csillag alakú erődítményből ma már csak a fegyvertár, a lőporraktár, három kapuépület és a sáncok láthatók. A 20. század elején a vár sáncai alatt szegények kunyhói álltak; a negyednek Sáncalja volt a neve. A kunyhókat 1962–63-ban lebontották, a hegy oldalát parkosították.
A Fellegvár tetején levő Belvedere szálloda az 1970-es években épült.
1995 novemberében a Fellegvár város felőli szélére felállították az  ifj. Virgil Salvanu tervezte 26 m magas fémkeresztet.